# Qidu Fossae
Le Qidu Fossae sono una struttura geologica della superficie di Marte.